# Real Madryt w sezonie 2021/2022
Sezon 2021/22 był 118. sezonem w historii Realu Madryt i 91. z rzędu sezonem tego klubu w najwyższej klasie hiszpańskiego futbolu. Obejmuje on okres od 1 lipca 2021 do 30 czerwca 2022 roku.

## Przebieg sezonu
1 czerwca oficjalnie potwierdzono powrót Carlo Ancelottiego, włoski szkoleniowiec podpisał 3-letni kontrakt. Razem z Włochem do Madrytu wrócił także były trener od przygotowania fizycznego Antonio Pintus, który opuścił zespół Los Blancos na rzecz Interu Mediolan.
Przed sezonem do Realu dołączył David Alaba oraz Eduardo Camavinga. Z wypożyczenia powrócił Gareth Bale, Luka Jović, Jesús Vallejo oraz Dani Ceballos. Z klubem pożegnali się wieloletni stoprzey Królewskich – Raphaël Varane, który zasilił Manchester United oraz kapitan Królewskich Sergio Ramos, który ostatecznie nie przedłużył kontraktu i odszedł do Paris Saint-Germain. Sprzedano także Martin Ødegaarda do Arsenalu. W ramach wypożyczenia klub opuścił także Álvaro Odriozola, Brahim Díaz i Takefusa Kubo.
Real rozegrał dwa mecze towarzyskie w ramach przygotowania przed sezonem ligowym w których podejmował Rangers F.C. i A.C. Milan.
Zmagania dla Los Blancos w Primera División rozpoczęły się od wygranej 1-4 na wyjeździe z Deportivo Alavés, bramki dla Realu zdobył dwukrotnie Karim Benzema, Nacho oraz Vinícius Júnior. W drugiej kolejce podopieczni Ancelottiego po raz pierwszy stracili punkty; Real zremisował 3-3 z Levante UD i spadli na 3. miejsce w tabeli ligowej. W fazie grupowej Ligi Mistrzów Królewscy musieli zmierzyć się ponownie z Interem Mediolan i Szachtarem Donieck, trzecim rywalem okazał się Sheriff Tyraspol. W inaugurującym spotkaniu na San Siro Nerazzurri ulegli zespołowi ze stolicy Hiszpanii 0-1 po golu Rodrygo. Kolejne mecze w lidze hiszpańskiej to był pokaz siły drużyny Realu, klub z Madrytu wygrał kolejno z 1-0 Betisem, 5-2 z Realem Sociedad, 2-1 z zespołem Valencia CF oraz 6-1 z Mallorcą. Lekki kryzys dopadł ekipę Ancelottiego na przełomie września i października, kiedy to Los Blancos bezbramkowo zremisowali z Villarrealem i przegrali z 2-1 z Espanyolem ma krajowym podwórku oraz polegli na Bernabéu 1-2 z mołdawskim Sheriffem w Lidze Mistrzów. Po powrocie z przerwy kadrowej Królewscy odnieśli wysokie zwycięstwo w Doniecku z Szachtarem 5-0 i pokonali znjadującą się w kryzysie Barcelonę na Camp Nou 1-2 po bramkach Davida Alaby oraz Lucasa Vázqueza, bramkę dla Blaugrany w ostatniej minucie zdobył Sergio Agüero. Po wygranej w El Clásico Los Blancos zawiedli w spotkaniu z zespołem Osasuny, w którym padł bezbramkowy remis. Po tym meczu zespół Realu wygrał 7. kolejnych spotkań w lidze z rzędu, wygrywając m.in. z Sevillą 2-1 oraz Athletic Bilbao 1-0, a także pokonując w derbach Madrytu Atlético Madryt 2-0. Królewscy wygrali wszystkie trzy rewanżowe mecze grupowe w Champions League, kolejno 2-1 z Szachtarem, 0-3 na wyjeździe z Sheriffem i 2-0 z zespołem Nerazzurrich, zajmując ostatecznie 1. miejsce w grupie i awansując do 1/8 finału. Rok kalendarzowy Real zwieńczył drugim ligowym zwycięstwem z Athletic, gdzie na wyjeździe Los Blancos pokonali gospodarzy 1-2. W następnym meczu po raz drugi przegrali w lidze, tym razem ulegając 1-0 przeciwko Getafe.
W zimowym oknie transferowym klub nie dokonał żadnych roszad w kadrze zespołu. W 1/16 Pucharu Króla podopieczni Ancelottiego ograli 3-1 CD Alcoyano, następnie w ligowym starciu pokonali u siebie Valencię 4-1. Pierwsze trofeum Królewscy zdobyli 16 stycznia, kiedy po pokonaniu Athleticu 2-0 oraz wcześniej FC Barcelony zdobyli Superpuchar Hiszpanii. Następnie Real mierzył się dwukrotnie z Elche, najpierw po dogrywce w ramach Pucharu Króla lepsi okazali się zawodnicy Realu, kilka dni później w ligowym spotkaniu padł remis 2-2. Los Blancos odpadli w ćwierćfinale Pucharu Hiszpanii; odwet za porażkę w Superpucharze wziął Athletic Bilbao, który pokonał Real 1-0. Kolejne dwa mecze ligowe przyniosły wygraną 1-0 z Granadą i bezbramkowy remis z Villarrealem. Paris Saint-Germain było pierwszym przeciwnikiem Realu w Champions League. Mecz w Paryżu zakończył się wynikiem 1-0 dla gospodarzy po golu Kyliana Mbappé. Rewanż na Estadio Santiago Bernabéu przyniósł niebywałe emocje; do przerwy to goście prowadzili 0-1 znów po bramce Mbappé. W drugiej połowie Królewscy odrobili dwubramkową stratę w dwumeczu w nieco ponad kwadrans, Real wygrał 3-1 po hattricku Karima Benzemy i awansował do ćwierćfinału. W ligowych zmaganiach Real utrzymywał bezpieczną przewagę nad drugą Sevillą, po remisie z Villarealem Królewscy odnotowali 4 zwycięstwa z rzędu. 20 marca zespół Ancelottiego zagrał najgorszy mecz w sezonie, El Clásico w Madrycie skończyło się pogromem gospodarzy, którzy ulegli ekipie FC Barcelony aż 0-4.
6 kwietnia na Stamford Bridge Real pokonał 3-1 Chelsea, ponownie po hattricku Benzemy w pierwszym ćwierćfinałowym meczu Ligi Mistrzów. Rewanż w Madrycie kolejny raz dostarczył niesamowite emocje, zawodnicy z Londynu odrobili stratę i przez moment prowadzili 0-3. Bramka Rodrygo w 80. minucie dała Realowi dogrywkę w której kolejnego gola zdobył Karim Benzema i do półfinału awansował zespół Los Blancos. Po porażce w Klasyku Real wygrał kolejno z Celtą Vigo 1-2, odwrócił losy spotkania w meczu z Sevillą odrabiając 2 bramki straty i w końcówce strzelając trzecią na wagę 3. punktów. Następnie Królewscy pokonali Osasunę 3-1 i byli od krok od zapewnienia sobie mistrzostwa Hiszpanii. 30 kwietnia Real rozgromił 4-0 u siebie Espanyol po dwóch golach Rodrygo, oraz po golu Benzemy i Asensio, czym zaprzypieczętował zdobycie 35. tytułu mistrzowskiego na 4. kolejki przed końcem.
Pierwsze półfinałowe spotkanie Champions League z Manchesterem City zakończyło się zwycięstwem The Citizens 4-3 na Etihad Stadium. Rewanżowy mecz w Madrycie ponownie przyniósł wspaniałe widowisko dla fanów, w 73. minucie Riyad Mahrez otworzył wynik na 0-1, Królewscy mieli do odrobienia aż dwie bramki. W 90. minucie po asyście Benzemy wyrównał Rodrygo, brazylijczyk drugą bramkę dołożył minutę później, dzięki czemu doprowadził do dogrywki. W niej Karim Benzema pewnie wykorzystał rzut karny w 95. minucie i podwyższył na 3-1, więcej bramek nie padło i to Real po kolejnej wielkiej remontadzie awansował do finału. Po rewanżu z The Citizens Real wystawiając rezerwowy skład przegrał w derbach Madrytu z Atlético 1-0. Następnie w spotkaniu z Levante hattrickiem popisał się Vinícius Júnior, mecz zakończył się wynikiem 6-0. Ostatnie dwa ligowe spotkania Królewscy zremisowali 1-1 z Cádiz oraz 0-0 z Realem Betis. Real zgromadził 86. puktów i drugą FC Barcelonę wyprzedził aż o 13 oczek. Królem strzelców został Karim Benzema, który zdobył 27 bramek.
28 maja w finale Ligi Mistrzów rozgrywanym w Paryżu Real Madryt po raz 14-ty zdobył trofeum Pucharu Europy. Mecz z Liverpoolem zakończył się wynikiem 1-0, jedyną bramkę w finałowym starciu zdobył Vinícius Júnior po asyście Federico Valverde.

## Skład
| Nr | Poz. | Piłkarz                     |
| -- | ---- | --------------------------- |
| 1  | BR   | Thibaut Courtois            |
| 2  | OB   | Dani Carvajal               |
| 3  | OB   | Éder Militão                |
| 4  | OB   | David Alaba                 |
| 5  | OB   | Jesús Vallejo               |
| 6  | OB   | Nacho (3. kapitan)          |
| 7  | NA   | Eden Hazard                 |
| 8  | PO   | Toni Kroos                  |
| 9  | NA   | Karim Benzema (wicekapitan) |
| 10 | PO   | Luka Modrić (4. kapitan)    |
| 11 | NA   | Marco Asensio               |
| 12 | OB   | Marcelo (kapitan)           |
| 13 | BR   | Andrij Łunin                |

| Nr | Poz. | Piłkarz           |
| -- | ---- | ----------------- |
| 14 | PO   | Casemiro          |
| 15 | PO   | Federico Valverde |
| 16 | NA   | Luka Jović        |
| 17 | PO   | Lucas Vázquez     |
| 18 | NA   | Gareth Bale       |
| 19 | PO   | Dani Ceballos     |
| 20 | NA   | Vinícius Júnior   |
| 21 | NA   | Rodrygo Goes      |
| 22 | PO   | Isco              |
| 23 | OB   | Ferland Mendy     |
| 24 | NA   | Mariano Díaz      |
| 25 | PO   | Eduardo Camavinga |

### Wypożyczeni
| Nr | Poz. | Piłkarz                                                |
| -- | ---- | ------------------------------------------------------ |
|    | OB   | Álvaro Odriozola (w ACF Fiorentina do 30 czerwca 2022) |
|    | PO   | Brahim Díaz (w Milanie do 30 czerwca 2023)             |
|    | PO   | Reinier (w Borussii Dortmund do 30 czerwca 2022)       |

| Nr | Poz. | Piłkarz                                           |
| -- | ---- | ------------------------------------------------- |
|    | NA   | Takefusa Kubo (w RCD Mallorca do 30 czerwca 2022) |
|    | NA   | Borja Mayoral (w Getafe CF do 30 czerwca 2022)    |

## Transfery

### Do klubu
| Nr | Poz. | Piłkarz           | Transfer z          | Kwota               | Data             |
| -- | ---- | ----------------- | ------------------- | ------------------- | ---------------- |
| 25 | PO   | Eduardo Camavinga | Stade Rennais       | 31,0 mln €          | 31 sierpnia 2021 |
| 4  | OB   | David Alaba       | Bayern Monachium    | wolny transfer      | 28 maja 2021     |
| 18 | NA   | Gareth Bale       | Tottenham Hotspur   | koniec wypożyczenia | 30 czerwca 2021  |
| 19 | PO   | Dani Ceballos     | Arsenal             | koniec wypożyczenia | 30 czerwca 2021  |
| 5  | OB   | Jesús Vallejo     | Granada CF          | koniec wypożyczenia | 30 czerwca 2021  |
| 16 | NA   | Luka Jović        | Eintracht Frankfurt | koniec wypożyczenia | 30 czerwca 2021  |

### Z klubu
| Nr | Poz. | Piłkarz          | Transfer do         | Kwota                    | Data             |
| -- | ---- | ---------------- | ------------------- | ------------------------ | ---------------- |
| 2  | OB   | Raphaël Varane   | Manchester United   | 40,0 mln €               | 14 sierpnia 2021 |
| -  | PO   | Martin Ødegaard  | Arsenal             | 35,0 mln €               | 20 sierpnia 2021 |
| -  | PO   | Brahim Díaz      | AC Milan            | wypożyczenie (3,0 mln €) | 19 lipca 2021    |
| 4  | OB   | Sergio Ramos     | Paris Saint-Germain | wolny transfer           | 1 lipca 2021     |
| -  | NA   | Takefusa Kubo    | RCD Mallorca        | wypożyczenie             | 11 sierpnia 2021 |
| 19 | OB   | Álvaro Odriozola | ACF Fiorentina      | wypożyczenie             | 27 sierpnia 2021 |

### Bilans transferowy
| Typ     | Transfery | Kwota odstępnego |
| Wpływy  | 3         | + 78,0 mln €     |
| Wydatki | 1         | - 31,0 mln €     |
| Łącznie | Łącznie   | + 47,0 mln €     |

## Sztab szkoleniowy

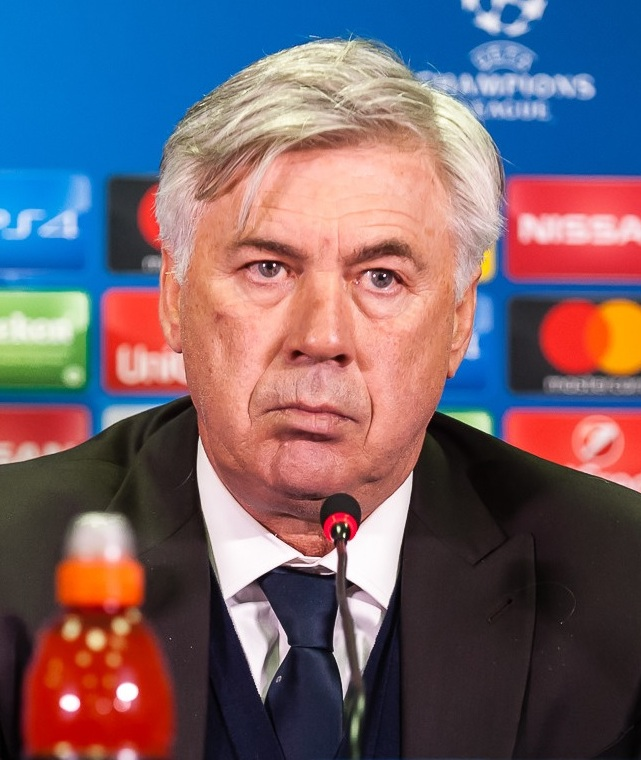
Carlo Ancelotti - trener klubu

| Funkcja                         | Imię i Nazwisko             |
| ------------------------------- | --------------------------- |
| Trener                          | Carlo Ancelotti             |
| Asystent                        | Davide Ancelotti            |
| Asystent techniczny             | Francesco Mauri             |
| Trener przygotowania fizycznego | Antonio Pintus              |
| Asystent techniczny i fizyczny  | Beniamino Fulco             |
| Trener bramkarzy                | Luis Llopis                 |
| Analityk wideo                  | Simone Montanaro            |
| Fizjoterapeuta                  | José Carlos García Parrales |

## Turnieje

### Statystyki meczów
| Rozgrywki             | Mecze | Wygrane | Remisy | Przegrane | Bramki strzelone | Bramki stracone |
| --------------------- | ----- | ------- | ------ | --------- | ---------------- | --------------- |
| La Liga               | 38    | 28      | 4      | 6         | 80               | 31              |
| Puchar Króla          | 3     | 2       | 0      | 1         | 5                | 3               |
| Superpuchar Hiszpanii | 2     | 2       | 0      | 0         | 5                | 2               |
| Liga Mistrzów UEFA    | 13    | 9       | 0      | 4         | 29               | 14              |
| Suma                  | 56    | 41      | 4      | 11        | 119              | 50              |

Źródło.

### Zdobyte trofea
| Mistrzostwo Hiszpanii | Liga Mistrzów | Superpuchar Hiszpanii |
| --------------------- | ------------- | --------------------- |
|                       |               |                       |

### La Liga
| Lp. | Drużyna              | M  | Z  | R  | P  | Bramki | Bramki | Różn. | Pkt | Uwagi                                         |
| --- | -------------------- | -- | -- | -- | -- | ------ | ------ | ----- | --- | --------------------------------------------- |
| 1   | Real Madryt (M)      | 38 | 26 | 8  | 4  | 80     | 31     | +49   | 86  | Liga Mistrzów UEFA • Faza grupowa             |
| 2   | FC Barcelona         | 38 | 21 | 10 | 7  | 68     | 38     | +30   | 73  | Liga Mistrzów UEFA • Faza grupowa             |
| 3   | Atlético Madryt      | 38 | 21 | 8  | 9  | 65     | 43     | +22   | 71  | Liga Mistrzów UEFA • Faza grupowa             |
| 4   | Sevilla FC           | 38 | 18 | 16 | 4  | 53     | 30     | +23   | 70  | Liga Mistrzów UEFA • Faza grupowa             |
| 5   | Real Betis           | 38 | 19 | 8  | 11 | 62     | 40     | +22   | 65  | Liga Europy UEFA • Faza grupowa               |
| 6   | Real Sociedad        | 38 | 17 | 11 | 10 | 40     | 37     | +3    | 62  | Liga Europy UEFA • Faza grupowa               |
| 7   | Villarreal CF        | 38 | 16 | 11 | 11 | 63     | 37     | +26   | 59  | Liga Konferencji Europy UEFA • Runda play-off |
| 8   | Athletic Bilbao      | 38 | 14 | 13 | 11 | 43     | 36     | +7    | 55  |                                               |
| 9   | Valencia CF          | 38 | 11 | 15 | 12 | 48     | 53     | −5    | 48  |                                               |
| 10  | CA Osasuna           | 38 | 12 | 11 | 15 | 37     | 51     | −14   | 47  |                                               |
| 11  | Celta Vigo           | 38 | 12 | 10 | 16 | 43     | 43     | 0     | 46  |                                               |
| 12  | Rayo Vallecano       | 38 | 11 | 9  | 18 | 39     | 50     | −11   | 42  |                                               |
| 13  | Elche CF             | 38 | 11 | 9  | 18 | 40     | 52     | −12   | 42  |                                               |
| 14  | RCD Espanyol         | 38 | 10 | 12 | 16 | 40     | 53     | −13   | 42  |                                               |
| 15  | Getafe CF            | 38 | 8  | 15 | 15 | 33     | 41     | −8    | 39  |                                               |
| 16  | RCD Mallorca         | 38 | 10 | 9  | 19 | 36     | 63     | −27   | 39  |                                               |
| 17  | Cádiz CF             | 38 | 8  | 15 | 15 | 35     | 51     | −16   | 39  |                                               |
| 18  | Granada CF (S)       | 38 | 8  | 14 | 16 | 44     | 61     | −17   | 38  | Spadek do Segunda División                    |
| 19  | Levante UD (S)       | 38 | 8  | 11 | 19 | 51     | 76     | −25   | 35  | Spadek do Segunda División                    |
| 20  | Deportivo Alavés (S) | 38 | 8  | 7  | 23 | 31     | 65     | −34   | 31  | Spadek do Segunda División                    |

#### Mecze
zwycięstwo Realu Madryt
     remis
     zwycięstwo drużyny przeciwnej
| 114 sierpnia 2021 | Deportivo Alavés | 1:4   | Real Madryt                                         |                                                                                 |
| 22:00 CET         | Joselu 65' (k)   | (0:0) | K. Benzema 48', 62' · Nacho F. 56' · Vini Jr. 90+2' | Estadio de Mendizorroza, Vitoria-Gasteiz Widzów: 3 968 Sędzia: César Soto Grado |

| 222 sierpnia 2021 | Levante UD                                          | 3:3   | Real Madryt                        |                                                                                       |
| 22:00 CET         | Roger Martí 46' · José Campaña 56' · Róber Pier 79' | (0:1) | Gareth Bale 5' · Vini Jr. 73', 85' | Estadio Ciudad de Valencia, Walencja Widzów: 9 838 Sędzia: Guillermo Cuadra Fernández |
| 22:00 CET         | Aitor Fernández 87'                                 | (0:1) |                                    | Estadio Ciudad de Valencia, Walencja Widzów: 9 838 Sędzia: Guillermo Cuadra Fernández |

| 328 sierpnia 2021 | Real Betis | 0:1   | Real Madryt       |                                                                                         |
| 22:00 CET         |            | (0:0) | Dani Carvajal 61' | Estadio Benito Villamarín, Sewilla Widzów: 22 590 Sędzia: Alejandro Hernández Hernández |

| 419 września 2021 | Real Madryt                                                             | 5:2   | Celta de Vigo                    |                                                                                      |
| 21:00 CET         | Karim Benzema 24', 46', 87' (k.) · Vini Jr. 55' · Eduardo Camavinga 72' | (1:2) | Santi Mina 4' · Franco Cervi 31' | Estadio Santiago Bernabéu, Madryt Widzów: 19 874 Sędzia: José María Sánchez Martínez |

| 519 września 2021 | Valencia CF    | 1:2   | Real Madryt                      |                                                                          |
| 21:00 CET         | Hugo Durro 66' | (0:0) | Vini Jr. 86' · Karim Benzema 88' | Estadio Mestalla, Walencja Widzów: 26 689 Sędzia: Pablo González Fuertes |

| 622 sierpnia 2021 | Real Madryt                                                    | 6:1   | RCD Mallorca    |                                                                                |
| 22:00 CET         | Karim Benzema 3', 78' · Marco Asensio 24', 29', 55' · Isco 84' | (3:1) | Kang-in Lee 25' | Estadio Santiago Bernabéu, Madryt Widzów: 20 113 Sędzia: Javier Alberola Rojas |

| 725 września 2021 | Real Madryt | 0:0   | Villarreal CF |                                                                            |
| 21:00 CET         |             | (0:0) |               | Estadio Santiago Bernabéu, Madryt Widzów: 23 985 Sędzia: Jesús Gil Manzano |

| 83 października 2021 | RCD Espanyol                        | 2:1   | Real Madryt       |                                                                           |
| 16:15 CET            | Raúl de Tomás 17' · Aleix Vidal 60' | (1:0) | Karim Benzema 71' | RCDE Stadium, Barcelona Widzów: 23 377 Sędzia: Guillermo Cuadra Fernández |

| 1024 października 2021 | FC Barcelona        | 1:2   | Real Madryt                           |                                                                        |
| 16:15 CET              | Sergio Agüero 90+7' | (0:1) | David Alaba 32' · Lucas Vazquez 90+3' | Camp Nou, Barcelona Widzów: 86 422 Sędzia: José María Sánchez Martínez |

| 1127 października 2021 | Real Madryt | 0:0   | CA Osasuna |                                                                           |
| 21:30 CET              |             | (0:0) |            | Estadio Santiago Bernabéu, Madryt Widzów: 35 691 Sędzia: César Soto Grado |

| 1230 października 2021 | Elche CF       | 1:2   | Real Madryt       |                                                                                   |
| 14:00 CET              | Pere Milla 86' | (0:1) | Vini Jr. 22', 73' | Estadio Manuel Martínez Valero, Elche Widzów: 23 010 Sędzia: De Burgos Bengoetxea |
| 14:00 CET              | Raúl Guti 63'  | (0:1) |                   | Estadio Manuel Martínez Valero, Elche Widzów: 23 010 Sędzia: De Burgos Bengoetxea |

| 136 listopada 2021 | Real Madryt                        | 2:1   | Rayo Vallecano     |                                                                                 |
| 21:00 CET          | Toni Kroos 14' · Karim Benzema 38' | (2:0) | Radamel Valcao 76' | Estadio Santiago Bernabéu, Madryt Widzów: 43 283 Sędzia: Pablo González Fuertes |

| 1421 listopada 2021 | Granada CF      | 1:4   | Real Madryt                                                                |                                                                                  |
| 16:15 CET           | Luis Suárez 34' | (1:2) | Marco Asensio 19' · Nacho Fernández 25' · Vini Jr. 56' · Ferland Mendy 76' | Estadio Nuevo Los Cármenes, Grenada Widzów: 17 460 Sędzia: Juan Martínez Munuera |
| 16:15 CET           | Monchu 67'      | (1:2) |                                                                            | Estadio Nuevo Los Cármenes, Grenada Widzów: 17 460 Sędzia: Juan Martínez Munuera |

| 1528 listopada 2021 | Real Madryt                      | 2:1   | Sevilla FC   |                                                                                      |
| 21:00 CET           | Karim Benzema 32' · Vini Jr. 87' | (1:1) | Rafa Mir 12' | Estadio Santiago Bernabéu, Madryt Widzów: 45 281 Sędzia: José María Sánchez Martínez |

| 91 grudnia 2021 | Real Madryt       | 1:0   | Athletic Bilbao |                                                                                        |
| 21:00 CET       | Karim Benzema 40' | (1:0) |                 | Estadio Santiago Bernabéu, Madryt Widzów: 33 627 Sędzia: Isidro Díaz de Mera Escuderos |

| 164 grudnia 2021 | Real Sociedad | 0:2   | Real Madryt                   |                                                                        |
| 21:00 CET        |               | (0:0) | Vini Jr. 47' · Luka Jović 57' | Estadio Anoeta, San Sebastián Widzów: 35 765 Sędzia: Jesús Gil Manzano |

| 1712 grudnia 2021 | Real Madryt                           | 2:0   | Atlético Madryt |                                                                      |
| 21:00 CET         | Karim Benzema 16' · Marco Asensio 57' | (1:0) |                 | Estadio Santiago Bernabéu, Madryt Widzów: 51 024 Sędzia: Mateu Lahoz |

| 1819 grudnia 2021 | Real Madryt | 0:0   | Cádiz CF |                                                                               |
| 21:00 CET         |             | (0:0) |          | Estadio Santiago Bernabéu, Madryt Widzów: 38 818 Sędzia: Santiago Jaime Latre |

| 2122 grudnia 2021 | Athletic Bilbao  | 1:2   | Real Madryt          |                                                           |
| 21:30 CET         | Oihan Sancet 10' | (1:2) | Karim Benzema 4', 7' | San Mamés, Bilbao Widzów: 42 722 Sędzia: César Soto Grado |

| 192 stycznia 2022 | Getafe CF    | 1:0   | Real Madryt |                                                                          |
| 14:00 CET         | Enes Ünal 9' | (1:0) |             | Coliseum Alfonso Pérez, Getafe Widzów: 11 890 Sędzia: Mario Melero López |

| 208 stycznia 2022 | Real Madryt                                     | 4:1   | Valencia CF        |                                                                                        |
| 21:00 CET         | Karim Benzema 43' (k.), 88' · Vini Jr. 52', 61' | (1:0) | Gonçalo Guedes 76' | Estadio Santiago Bernabéu, Madryt Widzów: 40 617 Sędzia: Alejandro Hernández Hernández |

| 2223 stycznia 2022 | Real Madryt                               | 2:2   | Elche CF                        |                                                                               |
| 16:15 CET          | Luka Modrić 82' (k.) · Éder Militão 90+2' | (0:1) | Lucas Boyé 42' · Pere Milla 76' | Estadio Santiago Bernabéu, Madryt Widzów: 39 796 Sędzia: De Burgos Bengoetxea |

| 236 lutego 2022 | Real Madryt       | 1:0   | Granada CF |                                                                      |
| 21:00 CET       | Marco Asensio 74' | (0:0) |            | Estadio Santiago Bernabéu, Madryt Widzów: 36 665 Sędzia: Mateu Lahoz |

| 2412 lutego 2022 | Villarreal CF | 0:0   | Real Madryt |                                                                                      |
| 16:15 CET        |               | (0:0) |             | Estadio de la Cerámica, Vila-real Widzów: 17 894 Sędzia: José María Sánchez Martínez |

| 2519 lutego 2022 | Real Madryt                                                 | 3:0   | Deportivo Alavés |                                                                                    |
| 21:00 CET        | Marco Asensio 63' · Vini Jr. 80' · Karim Benzema 90+1' (k.) | (0:0) |                  | Estadio Santiago Bernabéu, Madryt Widzów: 42 180 Sędzia: José Luis Munuera Montero |

| 2626 lutego 2022 | Rayo Vallecano | 0:1   | Real Madryt       |                                                                                         |
| 18:30 CET        |                | (0:0) | Karim Benzema 83' | Campo de Fútbol de Vallecas, Madryt Widzów: 9 952 Sędzia: Isidro Díaz de Mera Escuderos |

| 275 marca 2022 | Real Madryt                                                                           | 4:1   | Real Sociedad            |                                                                            |
| 21:00 CET      | Eduardo Camavinga 40' · Luka Modrić 43' · Karim Benzema 76' (k.) · Marco Asensio 79.' | (2:1) | Mikel Oyarzabal 10' (k.) | Estadio Santiago Bernabéu, Madryt Widzów: 52 410 Sędzia: Jesús Gil Manzano |

| 2814 marca 2022 | RCD Mallorca | 0:3   | Real Madryt                                |                                                                             |
| 21:00 CET       |              | (0:0) | Vini Jr. 55' · Karim Benzema 77' (k.), 82' | Iberostar Estadio, Palma Widzów: 17 191 Sędzia: José María Sánchez Martínez |

| 2920 marca 2022 | Real Madryt | 0:4   | FC Barcelona                                                               |                                                                                |
| 21:00 CET       |             | (0:2) | Pierre-Emerick Aubameyang 29', 51' · Ronald Araujo 38' · Ferran Torres 47' | Estadio Santiago Bernabéu, Madryt Widzów: 60 017 Sędzia: Juan Martínez Munuera |

| 302 kwietnia 2022 | Celta de Vigo | 1:2   | Real Madryt                      |                                                                      |
| 18:30 CET         | Nolito 52'    | (0:1) | Karim Benzema 19' (k.), 69' (k.) | Estadio Balaídos, Vigo Widzów: 15 714 Sędzia: Pablo González Fuertes |

| 319 kwietnia 2022 | Real Madryt                      | 2:0   | Getafe CF |                                                                           |
| 21:00 CET         | Casemiro 38' · Lucas Vazquez 68' | (1:0) |           | Estadio Santiago Bernabéu, Madryt Widzów: 50 740 Sędzia: César Soto Grado |

| 3217 kwietnia 2022 | Sevilla FC                         | 2:3   | Real Madryt                                             |                                                                                          |
| 21:00 CET          | Ivan Rakitic 21' · Erik Lamela 25' | (2:0) | Rodrygo 50' · Nacho Fernández 82' · Karim Benzema 90+2' | Estadio Ramón Sánchez Pizjuán, Sewilla Widzów: 40 629 Sędzia: Guillermo Cuadra Fernández |

| 3320 kwietnia 2022 | CA Osasuna       | 1:3   | Real Madryt                                               |                                                                         |
| 21:30 CET          | Ante Budimir 21' | (1:2) | David Alaba 12' · Marco Asensio 45' · Lucas Vazquez 90+6' | Estadio El Sadar, Pampeluna Widzów: 21 360 Sędzia: De Burgos Bengoetxea |

| 3430 kwietnia 2022 | Real Madryt                                              | 4:0   | RCD Espanyol |                                                                                    |
| 16:15 CET          | Rodrygo 33', 43' · Marco Asensio 55' · Karim Benzema 81' | (2:0) |              | Estadio Santiago Bernabéu, Madryt Widzów: 60 000 Sędzia: José Luis Munuera Montero |

| 358 maja 2022 | Atletico Madryt           | 1:0   | Real Madryt |                                                                     |
| 21:00 CET     | Yannick Carrasco 40' (k.) | (1:0) |             | Wanda Metropolitano, Madryt Widzów: 63 874 Sędzia: César Soto Grado |

| 3612 maja 2022 | Real Madryt                                                                  | 6:0   | Levante UD |                                                                              |
| 21:30 CET      | Ferland Mendy 13' · Karim Benzema 19' · Rodrygo 34' · Vini Jr. 45', 68', 83' | (4:0) |            | Estadio Santiago Bernabéu, Madryt Widzów: 38 421 Sędzia: Adrián Cordero Vega |

| 3715 maja 2022 | Cádiz CF          | 1:1   | Real Madryt     |                                                                      |
| 19:30 CET      | Rubén Sobrino 37' | (1:1) | Mariano Díaz 5' | Estadio Ramón de Carranza, Kadyks Widzów: 19 643 Sędzia: Mateu Lahoz |

| 3820 maja 2022 | Real Madryt | 0:0   | Real Betis |                                                                               |
| 21:00 CET      |             | (0:0) |            | Estadio Santiago Bernabéu, Madryt Widzów: 52 232 Sędzia: Santiago Jaime Latre |

### Puchar Króla
| 1/16 finału 5 stycznia 2022 | CD Alcoyano   | 1:3   | Real Madryt                                                          |                                                                     |
| 21:00 CET                   | Dani Vega 66' | (0:1) | Éder Militão 39' · Marco Asensio 76' · José Juan Figueras 78' (sam.) | Gestaser El Collao, Alcoy Widzów: 4 850 Sędzia: Adrián Cordero Vega |

| 1/8 finału 20 stycznia 2022 | Elche CF           | 1:2 (pd.)       | Real Madryt                  |                                                                                     |
| 19:00 CET                   | Gonzalo Verdú 103' | (0:0, 0:0, 1:0) | Isco 108' · Eden Hazard 115' | Estadio Manuel Martínez Valero, Elche Widzów: 23 010 Sędzia: Jorge Figueroa Vázquez |

| 1/4 finału 3 lutego 2022 | Athletic Bilbao    | 1:0   | Real Madryt |                                                            |
| 21:30 CET                | Álex Berenguer 89' | (0:0) |             | San Mamés, Bilbao Widzów: 38 750 Sędzia: Jesús Gil Manzano |

### Superpuchar Hiszpanii
| Półfinały 12 stycznia 2022 | FC Barcelona                     | 2:3 (pd.)       | Real Madryt                                              |                                                                                    |
| 20:00 CET                  | Luuk de Jong 41' · Ansu Fati 83' | (1:1, 2:2, 2:3) | Vini Jr. 25' · Karim Benzema 72' · Federico Falverde 98' | King Abdullah Sports City, Dżudda Widzów: 30 000 Sędzia: José Luis Munuera Montero |

| Finał 16 stycznia 2022 | Athletic Bilbao | 0:2   | Real Madryt                              |                                                                           |
| 19:30 CET              |                 | (0:1) | Luka Modrić 38' · Karim Benzema 52' (k.) | King Abdullah Sports City, Dżudda Widzów: 30 000 Sędzia: César Soto Grado |

### Liga Mistrzów

#### Faza grupowa
Grupa D
| Lp. | Drużyna               | M | Z | R | P | Bramki | Bramki | +/– | Pkt |
| --- | --------------------- | - | - | - | - | ------ | ------ | --- | --- |
| 1   | Real Madryt (A)       | 6 | 5 | 0 | 1 | 14     | 3      | +11 | 15  |
| 2   | Inter Mediolan (A)    | 6 | 3 | 1 | 2 | 8      | 5      | +3  | 10  |
| 3   | Sheriff Tyraspol (LE) | 6 | 2 | 1 | 3 | 7      | 11     | −4  | 7   |
| 4   | Szachtar Donieck      | 6 | 0 | 2 | 4 | 2      | 12     | −10 | 2   |

|                  | INT | RMA | SZA | SHE |
| ---------------- | --- | --- | --- | --- |
| Inter Mediolan   | –   | 0:1 | 2:0 | 3:1 |
| Real Madryt      | 2:0 | –   | 2:1 | 1:2 |
| Szachtar Donieck | 0:0 | 0:5 | –   | 1:1 |
| Sheriff Tyraspol | 1:3 | 0:3 | 2:0 | –   |

| 115 września 2021 | Inter Mediolan | 0:1   | Real Madryt |                                                          |
| 21:00 CET         |                | (0:0) | Rodrygo 89' | San Siro, Mediolan Widzów: 37 082 Sędzia: Daniel Siebert |

| 228 września 2021 | Real Madryt            | 1:2   | Sheriff Tyraspol                            |                                                                          |
| 21:00 CET         | Karim Benzema 65' (k.) | (0:1) | Jasur Yakhshiboev 25' · Sébastien Thill 89' | Estadio Santiago Bernabéu, Madryt Widzów: 24 522 Sędzia: Lawrence Visser |

| 319 października 2021 | Szachtar Donieck | 0:5   | Real Madryt                                                                        |                                                                   |
| 21:00 CET             |                  | (0:1) | Sergiy Kryvtsov 37' (sam.) · Vini Jr. 51', 56' · Rodrygo 64' · Karim Benzema 90+1' | Stadion Olimpijski, Kijów Widzów: 34 037 Sędzia: Srdjan Jovanovic |

| 43 listopada 2021 | Real Madryt            | 2:1   | Szachtar Donieck |                                                                         |
| 18:45 CET         | Karim Benzema 14', 61' | (1:1) | Fernando 39'     | Estadio Santiago Bernabéu, Madryt Widzów: 38 105 Sędzia: Benoît Bastien |

| 524 listopada 2021 | Sheriff Tyraspol | 0:3   | Real Madryt                                            |                                                                  |
| 21:00 CET          |                  | (0:2) | David Alaba 30' · Toni Kroos 45+1' · Karim Benzema 55' | Stadion Olimpijski, Kijów Widzów: 5 932 Sędzia: Szymon Marciniak |

| 67 grudnia 2021 | Real Madryt                        | 2:0   | Inter Mediolan |                                                                          |
| 21:00 CET       | Toni Kroos 17' · Marco Asensio 79' | (1:0) |                | Estadio Santiago Bernabéu, Madryt Widzów: 46 887 Sędzia: Dr. Felix Brych |
| 21:00 CET       | 64' Nicolò Barella                 | (1:0) |                | Estadio Santiago Bernabéu, Madryt Widzów: 46 887 Sędzia: Dr. Felix Brych |

#### Faza pucharowa

##### 1/8 finału
| 1. mecz 15 lutego 2022 | Paris Saint-Germain | 1:0   | Real Madryt |                                                               |
| 21:00 CET              | Kylian Mbappé 90+4' | (1:0) |             | Parc des Princes, Paryż Widzów: 47 443 Sędzia: Daniele Orsato |

| Rewanż 9 marca 2022 | Real Madryt                 | 3:1   | Paris Saint-Germain |                                                                         |
| 21:00 CET           | Karim Benzema 61', 76', 78' | (0:1) | Kylian Mbappé 39'   | Estadio Santiago Bernabéu, Madryt Widzów: 59 895 Sędzia: Danny Makkelie |

##### Ćwierćfinał
| 1. mecz 6 kwietnia 2022 | Chelsea         | 1:3   | Real Madryt                 |                                                               |
| 21:00 CET               | Kai Havertz 40' | (1:2) | Karim Benzema 21', 24', 46' | Stamford Bridge, Londyn Widzów: 38 689 Sędzia: Clément Turpin |

| Rewanż 12 kwietnia 2022 | Real Madryt                     | 2:3 (pd.)       | Chelsea                                                 |                                                                           |
| 21:00 CET               | Rodrygo 80' · Karim Benzema 96' | (0:1, 1:3, 2:3) | Mason Mount 15' · Antonio Rüdiger 51' · Timo Werner 75' | Estadio Santiago Bernabéu, Madryt Widzów: 59 839 Sędzia: Szymon Marciniak |

##### Półfinał
| 1. mecz 26 kwietnia 2022 | Manchester City                                                              | 4:3   | Real Madryt                                |                                                                             |
| 21:00 CET                | Kevin De Bruyne 2' · Gabriel Jesus 11' · Phil Foden 53' · Bernardo Silva 74' | (2:1) | Karim Benzema 33', 82' (k.) · Vini Jr. 55' | City of Manchester Stadium, Manchester Widzów: 52 217 Sędzia: István Kovács |

| Rewanż 4 maja 2022 | Real Madryt                            | 3:1 (pd.)       | Manchester City  |                                                                         |
| 21:00 CET          | Rodrygo 90', 90+1' · Karim Benzema 95' | (0:0, 2:1, 3:1) | Riyad Mahrez 73' | Estadio Santiago Bernabéu, Madryt Widzów: 61 416 Sędzia: Daniele Orsato |

##### Finał
| Finał 28 maja 2022 | Liverpool FC | 0:1   | Real Madryt  |                                                                    |
| 21:37 CET          |              | (0:0) | Vini Jr. 59' | Stade de France, Saint-Denis Widzów: 75 000 Sędzia: Clément Turpin |

| Liverpool | Real Madryt |

|              | 1  | Alisson                 |     |     |
|              | 66 | Trent Alexander-Arnold  |     |     |
|              | 5  | Ibrahima Konaté         |     |     |
|              | 4  | Virgil van Dijk         |     |     |
|              | 26 | Andrew Robertson        |     |     |
|              | 14 | Jordan Henderson (c)    |     | 77' |
|              | 3  | Fabinho                 | 62' |     |
|              | 6  | Thiago                  |     | 77' |
|              | 11 | Mohamed Salah           |     |     |
|              | 10 | Sadio Mané              |     |     |
|              | 23 | Luis Díaz               |     | 65' |
| Zmiany:      |    |                         |     |     |
|              | 62 | Caoimhín Kelleher       |     |     |
|              | 12 | Joe Gomez               |     |     |
|              | 21 | Kostas Tsimikas         |     |     |
|              | 32 | Joël Matip              |     |     |
|              | 7  | James Milner            |     |     |
|              | 8  | Naby Keïta              |     | 77' |
|              | 15 | Alex Oxlade-Chamberlain |     |     |
|              | 17 | Curtis Jones            |     |     |
|              | 67 | Harvey Elliott          |     |     |
|              | 9  | Roberto Firmino         |     | 77' |
|              | 18 | Takumi Minamino         |     |     |
|              | 20 | Diogo Jota              |     | 65' |
| Trener:      |    |                         |     |     |
| Jürgen Klopp |    |                         |     |     |

|                 | 1  | Thibaut Courtois  |  |       |
|                 | 2  | Dani Carvajal     |  |       |
|                 | 3  | Éder Militão      |  |       |
|                 | 4  | David Alaba       |  |       |
|                 | 23 | Ferland Mendy     |  |       |
|                 | 10 | Luka Modrić       |  | 90'   |
|                 | 14 | Casemiro          |  |       |
|                 | 8  | Toni Kroos        |  |       |
|                 | 15 | Federico Valverde |  | 86'   |
|                 | 9  | Karim Benzema (c) |  |       |
|                 | 20 | Vinícius Júnior   |  | 90+3' |
| Zmiany:         |    |                   |  |       |
|                 | 13 | Andrij Łunin      |  |       |
|                 | 6  | Nacho             |  |       |
|                 | 12 | Marcelo           |  |       |
|                 | 17 | Lucas Vázquez     |  |       |
|                 | 19 | Dani Ceballos     |  | 90'   |
|                 | 22 | Isco              |  |       |
|                 | 25 | Eduardo Camavinga |  | 86'   |
|                 | 7  | Eden Hazard       |  |       |
|                 | 11 | Marco Asensio     |  |       |
|                 | 18 | Gareth Bale       |  |       |
|                 | 21 | Rodrygo           |  | 90+3' |
|                 | 24 | Mariano           |  |       |
| Trener:         |    |                   |  |       |
| Carlo Ancelotti |    |                   |  |       |

## Linki zewnetrzne
- Oficjalna strona klubu